# Stakčín
Stakčín (in ungherese Takcsány) è un comune della Slovacchia facente parte del distretto di Snina, nella regione di Prešov. 

## Storia
La prima testimonianza del borgo risale al 1567.
Dal 30 novembre 1909, Stakčín è il capolinea della ferrovia 196 proveniente da Humenné, passante da Snina. 
La zona fu teatro di battaglia della Guerra slovacco-ungherese del 1939.
Nel territorio comunale si trova il villaggio di Veľká Poľana, quasi interamente sommerso tra il 1981 e il 1988, per permettere la costruzione del bacino di Starina.